# Persona
Persona (яп. ペルソナ, латиніз.: Perusona; укр. Персона), раніше відома за межами Японії як Shin Megami Tensei: Persona — японська відеоігрова франшиза, здебільшого розроблена Atlus і видана Sega. Persona є спінофом до франшизи Megami Tensei від Atlus. Першою грою була Revelations: Persona (яп. 女神異聞録ペルソナ, латиніз.: Megami Ibunroku Persona, досл. «Легенда про богиню: Персона»; укр. Одкровення: Персона), яка вийшла у 1996 році для платформи PlayStation. З того часу було випущено безліч ігор, а останньою стала Persona 3 Reload у 2024 році.
Серія Persona виникла як спіноф франшизи Megami Tensei, заснований на позитивному сприйнятті шкільного сетингу гри Shin Megami Tensei If... (1994). Основними рисами серії стали: група школярів у ролі головних героїв, мовчазний протагоніст у дусі основної серії Megami Tensei, а також бої з використанням Персон — втілених аспектів особистості персонажів. Починаючи з Persona 3 (2006), серія набула популярності завдяки фокусуванню на елементах соціальної симуляції, включаючи систему Соціальних Зв’язків (Social Links), що безпосередньо впливала на розвиток Персон. Ці особливості закріпили за серією репутацію унікального симбіозу традиційної рольової гри та симулятора повсякденного життя. Дизайн персонажів у перших іграх серії (Persona, дилогія Persona 2) створював Кадзума Канеко, один зі співтворців серії. Починаючи з Persona 3, дизайн перейшов до Шіґенорі Соеджіми, який визначив сучасний візуальний стиль серії. Загальна тематика серії — дослідження людської психіки та пошук героями свого істинного «я». В іграх широко використовуються концепти з психології Юнга, зокрема архетипи, Персони, Тіні, а також символіка Таро, релігійні, міфологічні та літературні мотиви.
Revelations: Persona стала першою грою Megami Tensei, випущеною за межами Японії. Починаючи з Persona 2: Eternal Punishment, локалізації стали набагато вірнішими оригіналу — на цьому наполягала сама Atlus. Серія набула великої популярності на Заході, ставши найвідомішим спінофом Megami Tensei та посприявши становленню Atlus як провідного видавця RPG у Північній Америці. Після виходу Persona 3 і Persona 4 серія здобула стійке фанатське підґрунтя і в Європі. Загалом серія продала понад 23 мільйони копій у всьому світі, перевершивши за обсягами продажів основну франшизу Megami Tensei. Persona стала медіафраншизою з численними адаптаціями: аніме-серіали, фільми, новелізації, манґа, театральні постановки, радіодрами, артбуки та музичні концерти.

## Ігри
| 1996 | Revelations: Persona                |
| 1997 |                                     |
| 1998 |                                     |
| 1999 | Persona 2: Innocent Sin             |
| 2000 | Persona 2: Eternal Punishment       |
| 2001 |                                     |
| 2002 |                                     |
| 2003 |                                     |
| 2004 |                                     |
| 2005 |                                     |
| 2006 | Persona 3                           |
| 2007 | Persona 3 FES                       |
| 2008 | Persona 4                           |
| 2009 | Shin Megami Tensei: Persona (PSP)   |
| 2009 | Persona 3 Portable                  |
| 2010 |                                     |
| 2011 | Persona 2: Innocent Sin (PSP)       |
| 2012 | Persona 4 Arena                     |
| 2012 | Persona 2: Eternal Punishment (PSP) |
| 2012 | Persona 4 Golden                    |
| 2013 | Persona 4 Arena Ultimax             |
| 2014 | Persona Q: Shadow of the Labyrinth  |
| 2015 | Persona 4: Dancing All Night        |
| 2016 | Persona 5                           |
| 2017 |                                     |
| 2018 | Persona 3: Dancing in Moonlight     |
| 2018 | Persona 5: Dancing in Starlight     |
| 2018 | Persona Q2: New Cinema Labyrinth    |
| 2019 | Persona 5 Royal                     |
| 2020 | Persona 5 Strikers                  |
| 2021 |                                     |
| 2022 |                                     |
| 2023 | Persona 5 Tactica                   |
| 2024 | Persona 3 Reload                    |
| 2024 | Persona 5: The Phantom X            |
| TBA  | Persona 4 Revival                   |
| TBA  | Persona 6                           |

### Revelations: Persona
Revelations: Persona — перша частина серії, що вийшла в Японії та Північній Америці для PlayStation у 1996 році. Порт для Windows вийшов в Японії у 1999 році. Пізніше гру було портовано на PlayStation Portable (PSP): у 2009 році вона вийшла в Японії та Північній Америці у фізичному та цифровому варіантах, а у 2010 році — в Європі у цифровому варіанті. Дія гри розгортається у містечку Мікаґечо і розповідає про групу старшокласників зі школи Святого Гермеліна, які змушені протистояти спалаху демонів у рідному місті.

### Persona 2: Innocent Sin
Persona 2: Innocent Sin — друга частина серії, випущена в Японії для PlayStation у 1999 році. Після успіху порту Persona для PSP, порт Innocent Sin отримав зелене світло. Для цієї версії були внесені корективи, щоб вона більше нагадувала сиквел, а також додані нові функції та сюжет. Порт вийшов у 2011 році у всіх регіонах. Дія гри розгортається у прибережному місті Сумару, де Тацуя Суоу, учень школи «Сім сестер», стикається з феноменами, породженими чутками, що змінюють реальність.

### Persona 2: Eternal Punishment
Persona 2: Eternal Punishment — третя частина основної серії, випущена в Японії та Північній Америці для PlayStation у 2000 році. Як і Innocent Sin, вона була перероблена для PSP і містила новий сценарій, написаний автором оригінальної гри. Ремейк вийшов в Японії у 2012 році, але не дійшов до Заходу. У відповідь на це оригінальна версія була перевидана по всьому світу на PlayStation Network (PSN) у 2013 році. Дія гри розгортається невдовзі після завершення Innocent Sin, історія розповідає про Маю Амано, другорядного персонажа з попередньої гри, яка разом з Тацуєю протистоїть схожій загрозі, створеній чутками.

### Persona 3
Persona 3 — четверта частина основної серії. Розроблена для PlayStation 2, вона вийшла у 2006 році в Японії, 2007 році в Північній Америці та 2008 році в Європі.
- Persona 3 FES / Persona 3 Portable — режисерська версія з новим контентом та епілогом, вийшла у 2007 році в Японії та у 2008 році в Північній Америці та Європі[22]. Основна частина FES була пізніше перенесена на PSP в Японії у 2009 році, в Північній Америці у 2010 році та в Європі у 2011 році як Persona 3 Portable: в ній було зроблено кілька поліпшень, таких як можливість обрати головного героя жінкою та керувати всіма персонажами в бою, а деякий контент був скоригований або вилучений, щоб він міг поміститися на портативній платформі[23][24]. Порти Persona 3 Portable вийшли на Nintendo Switch, PlayStation 4, Windows, Xbox One та Xbox Series X/S 19 січня 2023 року. Історія відбувається в місті Тацумі Порт-Айленд, де група студентів, відомих як «С.П.В.З.» (англ. S.E.E.S.), бореться з тінями, які з'являються в час, відомий як «Темна година»[25].
- Persona 3 Reload — ремейк Persona 3, що вийшов 2 лютого 2024 року для PlayStation 4, PlayStation 5, Windows, Xbox One та Xbox Series X/S. Reload — це достовірне відтворення сюжету оригінальної гри, графічно перебудоване на рушію Unreal Engine 4 та функціонально оновлене численними покращеннями ігроладу, які наближають гру до наступних частин серії. Ремейк також докорінно змінює презентацію гри, додаючи нову англійську озвучку, новий сюжет і додаткові взаємодії між персонажами, які не були представлені ні в оригінальній Persona 3, ні в її перевиданнях.

### Persona 4
Persona 4 — п'ята частина основної серії, випущена для PlayStation 2 у 2008 році в Японії та Північній Америці, а також у 2009 році в Європі. Успіх Persona 3 Portable надихнув на створення портативної версії Persona 4 під назвою Persona 4 Golden. Оскільки використання PSP призвело б до скорочення занадто багато контенту, замість цього вона була розроблена для PlayStation Vita, що дозволило додати нові функції та контент. У 2020 році вийшла версія Golden для Windows, а 19 січня 2023 року — порти для Nintendo Switch, PlayStation 4, Xbox One та Xbox Series X/S. Дія Persona 4 розгортається у провінційному містечку Інаба, де група студентів розслідує серію вбивств, пов'язаних з виміром, відомим як Опівнічний канал.

### Persona 5
Persona 5 — шоста частина основної серії, випущена для PlayStation 3 і PlayStation 4. Дія гри розгортається в Токіо і розповідає про групу студентів, які перевтілюються у злодіїв, щоб побороти корупцію в місті та здобути свободу від суспільного тиску. Persona 5 вийшла в Японії у вересні 2016 року, а в Північній Америці та Європі — у квітні 2017 року.
- Persona 5 Royal — розширена версія гри, подібна до Persona 4 Golden, вийшла для PlayStation 4 в Японії у 2019 році, а наступного року — в усьому світі[31][32]. Порти Royal для Nintendo Switch, PlayStation 5, Windows, Xbox One та Xbox Series X/S вийшли в жовтні 2022 року[31][32].